# Nelson Kyeremeh
 (juin 2023).
Nelson Kyeremeh est un homme politique ghanéen et un administrateur. Il est député de la circonscription de Berekum East dans la région de Bono depuis le 7 janvier 2021,,.

## Première vie et éducation
Kyeremeh est né le 27 mars 1985 à Berekum, dans la région de Bono au Ghana. En 2000, il a obtenu son certificat d'études de base, suivi de son certificat d'études secondaires en 2003. Il a obtenu son baccalauréat ès sciences en études de gestion (administration / gestion) en 2012, succédant à un diplôme en éducation de base en 2009.

## Carrière
Kyeremeh a occupé le poste de directeur adjoint au sein du Ghana Education Service, puis il est devenu administrateur chez Agyengoplus Transport and Logistical Service Limited.

## Politique
Kyeremeh a remporté le concours en tant que candidat parlementaire du NPP pour la circonscription de Berekum East contre le député sortant Kwabena Twum-Nuamah,. Lors des élections générales de 2020, Kyeremeh a remporté la victoire en obtenant 27 731 voix, ce qui représente 61,3% du total des suffrages exprimés. Son adversaire parlementaire du NDC, Simon Ampaabeng Kyeremeh, a quant à lui obtenu 17 305 voix, soit 38,2% du total des suffrages exprimés. Un candidat indépendant, Francis Manu-Gyan, a obtenu 217 voix, soit 0,5% du total des suffrages exprimés.

### Comités
Kyeremeh est membre du comité des membres titulaires de bureaux à but lucratif, ainsi que membre du comité des travaux et du logement.

## Vie privée
Kyeremeh est chrétien.

## Philanthropie
En novembre 2021, il a présenté du matériel pédagogique à environ 41 écoles publiques.